# Arsilda, regina di Ponto
Arsilda, regina di Ponto és un dramma per musica en tres actes del compositor Antonio Vivaldi amb un llibret de Domenico Lalli. És la quarta òpera de Vivaldi, i es va estrenar al Teatro Sant'Angelo de Venècia el 27 d'octubre o 28 d'octubre de 1716. Les publicacions de l'època asseguren que fou rebuda amb gran èxit, per la qual cosa es devia representar, com a mínim, a la cort de Kassel i probablement a Dresden. L'òpera estava dedicada al comte Giacomo Brivio di Brochles.
Aquest treball es cataloga dins de la primera fase de l'activitat operística de Vivaldi, en un moment de la història de l'òpera veneciana en què es tancava una època dominada per compositors com Carlo Francesco Pollarolo, Antonio Lotti i Francesco Gasparini, els treballs dels quals estaven fets amb els patrons del segle anterior.
Durant els anys 1714 i 1715 la reputació de Vivaldi com a compositor i empresari anava creixent entre els teatres venecians (principalment al Sant'Angelo) a pesar de les dificultats que plantejava el fet de treballar en una ciutat aristocràtica i conservadora en la qual el teatre era controlat pels patricis. Tot i que havia acabat la composició d'Arsilda el 1715, per culpa de friccions amb la direcció del teatre i amb altres empresaris operístics, Vivaldi va sotmetre l'obra a una revisió exhaustiva tant en l'aspecte musical com pel que fa al llibret per tal d'evitar l'acció de la censura.